# Walter Sutton
Walter Stanborough Sutton (1877 – 1916) va ser un genetista estatunidenc que va presentar la teoria que l'herència mendeliana es podia aplicar a nivell cel·lular en els cromosomes. Aquesta teoria es coneix com la teoria cromosòmica de Boveri-Sutton.
Sutton treballà per a la Universitat de Kansas com enginyer a partir de l'any 1896. Més tard, arran de la mort pel tifus del seu germà John, s'interessà per la biologia i la medicina. Per a la seva tesi estudià l'espermatogènesi de Brachystola magna, un gran saltamartí indígena de les granges on Sutton va créixer.
Sutton es traslladà a la Columbia University per tal d'estudiar zoologia sota el Dr. Edmund B. Wilson. Allà va treballar sobre la genètica i publicà: “On the morphology of the chromosome group in Brachystola magna” i “The chromosomes in heredity”. D'aquesta manera, Sutton podia explicar ara “perquè el gos groc és groc”.
De forma independent el biòleg alemany Theodor Boveri arribà a les mateixes coclusions en genètica que Sutton.
Sutton també va treballar com enginyer en els camps de petroli de Kansas i es doctorà el 1907 i va exercir la medicina com a cirurgià al Roosevelt Hospital de Nova York.
Sutton va morir inesperadament als 39 anys d'una complicació en una apendicitis aguda.